# Valgus parvicollis
Valgus parvicollis är en skalbaggsart som beskrevs av Leon Fairmaire 1891. Valgus parvicollis ingår i släktet Valgus och familjen Cetoniidae. Inga underarter finns listade i Catalogue of Life.